# تجارة الخشب

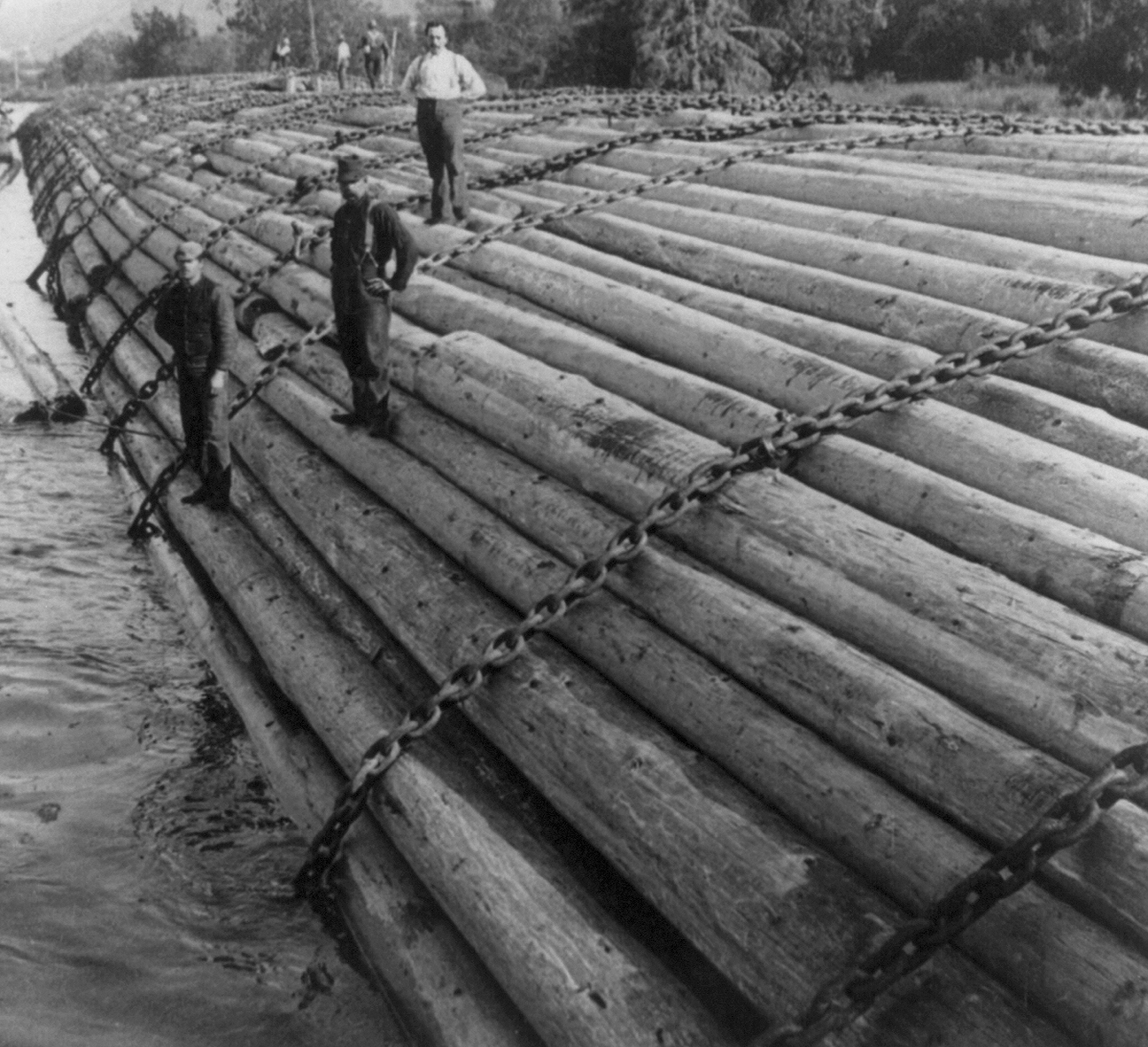

يعد وجود تجارة الخشب، أو كما تسمى على نطاق أوسع، تجارة الغابات (إذ أن تجارة الخيزران هي التجارة المسيطرة في العديد من البلدان)، من الأمور المهيمنة في العديد من البلدان النامية، وفي العديد من الدول الأخرى ذات المناخ المعتدل، وخاصة في البلدان ذات درجات الحرارة المنخفضة. وهي عمومًا البلدان التي بها مناطق غابات أكبر. من المعروف على نطاق واسع أن استخدامات الأخشاب تتمثل في صنع الأثاث، والمباني، والجسور، بالإضافة لكونها مصدرًا للطاقة. يمكن استخدام خشب الأشجار والشجيرات أيضًا في مجموعة واسعة من الأعمال، بما في ذلك المنتجة من عجينة الخشب، مثل السليولوز في الورق، والسليلويد في أفلام التصوير الفوتوغرافية الأولية، والسيلوفان، والحرير الصناعي (بديلًا عن الحرير الحقيقي). في نهاية استخدامها العادي، يمكن حرق المنتجات الخشبية للحصول على الطاقة الحرارية، أو يمكن استخدامها سمادًا. تشمل الأضرار البيئية المحتملة التي قد يلحقها استعمال الخشب (مشاكل الحد من التنوع البيولوجي الناجم عن زراعة الغابات الأحادية -الزراعة المكثفة لأنواع قليلة جدًا من الأشجار)- وانبعاثات ثاني أكسيد الكربون. مع ذلك، يمكن أن تساعد الغابات في الحد من وجود ثنائي أكسيد الكربون في الغلاف الجوي، وبالتالي تقليل نسبة الاحتباس الحراري.

## تقديم

### تاريخ استخدام الخشب
تعد تجارة الخشب تاريخيًا، نقطة الانطلاق للحضارات في جميع أنحاء العالم، منذ العصور التي سبقت العصر الحجري القديم والحجري الحديث. لقد سبق استعمال الخشب بالتأكيد عصور المعادن لعدة آلاف من السنين، إذ لم يكن ذوبان المعادن ممكنًا إلا من خلال اكتشاف تقنيات لإشعال النار (عادة ما يحصل عليها عن طريق كشط قضبان خشبية جافة جدًا)، وبناء العديد من الآلات البسيطة والأدوات البدائية، مثل القصب، الأقواس، السهام، الرماح. وجدت واحدة من أقدم المقالات المصنوعة يدويًا على الإطلاق، على رأس رمح خشبي مصقول (كلاكتون سبير) ويبلغ عمره 250.000 عام (الفترة الثالثة بين العصور الجليدية)، دفن تحت الرواسب في إنجلترا، في مدينة كلاكتون المطلة على البحر. بنت الحضارات المتعاقبة مثل حضارة المصريين وحضارة السومريين، أثاثًا متطورًا ومتقنًا بحرفية كبيرة. نجت أنواع كثيرة من الأثاث المصنوع من العاج والخشب الثمين حتى عصرنا هذا، وتعد سليمة عمليًا، لأنها كانت مصونة ومعزولة في المقابر السرية، ما جعلها محمية من الاضمحلال من قبل البيئة الصحراوية الجافة. تحتوي العديد من المباني (فوق كل الأسطح) على عناصر من الخشب (غالبًا ما تكون من خشب البلوط)، مشكلة دعامات وتغطية هيكلية؛ بالإضافة إلى استعمال الخشب لصنع وسائل نقل مثل القوارب والسفن؛ ولاحقًا (مع اختراع العجلة) العربات، وعربات القطار، والرافعات، ومطاحن الدقيق التي تعمل بالطاقة المائية، إلخ.

### الأبعاد والجغرافيا
تعد الغابات التي يمكن تصنيفها على أنها غابة بدائية وشبه بدائية ومزرعة واسعة هي المصدر الرئيسي للخشب المستخدم في العالم. تُزال الكثير من الأخشاب من قبل السكان المحليين في العديد من البلدان، وخاصة بلدان العالم الثالث، من أجل استعمالها حطبًا، لكن لا يمكن تقدير عددها إلا بهامش واسع من عدم اليقين. بلغ الإنتاج العالمي من «الخشب المستدير» (الذي يحسب رسميًا أنه خشب غير صالح للاستعمال على أنه حطب) في عام 1998، حوالي 1.500.000.000 متر مكعب (2.0 × 109 متر مكعب سنويًا)، أي ما يعادل حوالي 45% من الأخشاب المزروعة في العالم. أصبح قطع الأشجار والفروع المخصصة، عنصرًا أساسيًا لبناء المباني، حوالي 55% من إنتاج الخشب الصناعي في العالم. تحولت نسبة 25% من الخشب لصنع لب الخشب (بما في ذلك مسحوق الخشب وتركيولي) الموجه أساسا لإنتاج الورق والورق المقوى، وحوالي 20%، لوحات من الخشب الرقائقي والخشب القيم لصنع الأثاث والأشياء شائعة الاستخدام (منظمة الأغذية والزراعة 1998). تعد الولايات المتحدة رسميًا أكبر منتج ومستهلك للأخشاب في العالم، على الرغم من أن روسيا هي الدولة التي تمتلك أكبر مساحة من الغابات. كانت البلدان التي تمتلك أكبر مساحة غابات في سبعينيات القرن الماضي هي: الاتحاد السوفيتي (نحو 8.800.000 كيلومتر مربع)، والبرازيل (5.150.000 كيلومتر مربع)، وكندا (4.400.000 كيلومتر مربع)، والولايات المتحدة (3.000.000 كيلومتر مربع)، وإندونيسيا (1.200.000 كيلومتر مربع) وجمهورية الكونغو الديمقراطية (1.000.000 كيلومتر مربع). الدول الأخرى ذات الإنتاج والاستهلاك المهم للأخشاب عادة ما تكون ذات كثافة سكانية منخفضة فيما يتعلق بامتدادها الإقليمي، وهنا يمكننا إدراج بلدان مثل الأرجنتين، وتشيلي، وفنلندا، وبولندا، والسويد، وأوكرانيا. تقلصت بحلول عام 2001، مناطق الغابات المطيرة في البرازيل بمقدار الخمس (مقارنة بعام 1970)، إلى حوالي 4000.000 كيلومتر مربع؛ كانت الأرض التي أخليت وطهرت، مخصصة أساسًا لمراعي الماشية -البرازيل هي أكبر مصدر للحوم الأبقار في العالم بحوالي 200.000.000 رأس من الماشية. يقوم الاقتصاد الإيثانولي الحيوي البرازيلي على زراعة قصب السكر، وتقليل مساحة الغابات. صغرت الغابات الكندية بحوالي 30% إلى 3.101.340 كيلومتر مربع خلال نفس الفترة.

### أهمية مكافحة تأثير البيوت الزجاجية لزراعة النباتات
في ما يتعلق بمشكلة تغير المناخ، من المعروف أن الغابات المحترقة تزيد من ثنائي أكسيد الكربون في الجو، بينما تعمل الغابات البكر أو المزارع السليمة على أنها بالوعات لثنائي أكسيد الكربون، ولهذه الأسباب يحارب استهلاك الأخشاب تأثير البيوت الزراعية الزجاجية. تعتمد كمية ثاني أكسيد الكربون الممتصة، على نوع الأشجار والأراضي ومناخ المكان الذي تزرع أو تنمو فيه الأشجار بشكل طبيعي. علاوة على ذلك، لا تقوم النباتات في الليل بالتركيب الضوئي، وتنتج ثنائي أكسيد الكربون بدلًا عن ذلك، وتتخلص منه في اليوم التالي. من المفارقات، يتفاعل الأكسجين الصيفي الناتج عن عملية التركيب الضوئي في الغابات القريبة من المدن والحدائق الحضرية، مع تلوث الهواء في المناطق الحضرية (من السيارات، وما إلى ذلك)، ويتحول بواسطة أشعة الشمس ليصبح أوزون (جزيء من ثلاث ذرات الأكسجين)، بينما يشكل في الغلاف الجوي العالي مرشحًا ضد الأشعة فوق البنفسجية، لكنه يكون في الغلاف الجوي السفلي ملوثًا، قادرًا على إحداث اضطرابات للجهاز التنفسي.

## استهلاك كل بلد/قارة

### في أستراليا
الأوكالبتوس: هي سبعمئة نوع من الأشجار من أستراليا، والتي تنمو بسرعة كبيرة في المناخات المدارية وشبه المدارية وشبه القاحلة، ومقاومة للغاية لحرائق الغابات (نظرًا لقشرة الأشجار) والجفاف. يستخدم زيتها الأساسي في الصيدلة، وخشبها للبناء، والفروع الصغيرة لتكون حطبًا ولب خشب.

### في البرازيل
لدى البرازيل تقليد طويل في حصاد عدة أنواع من الأشجار مع استخدامات محددة. منذ ستينيات القرن الماضي، كانت الأنواع المستوردة من أشجار الصنوبر والأوكالبتوس تزرع في الغالب لاستعمالها لاحقًا لصناعات عجينة الورق والخشب الرقائقي. تجرى حاليًا أبحاث رفيعة المستوى، لتطبيق إنزيمات تخمير قصب السكر على السليولوز في الخشب، من أجل الحصول على الميثانول. عند المقارنة، نلاحظ أن التكلفة أعلى بكثير من تكاليف الإيثانول المشتق من الذرة.
- خشب البرازيل: تحتوي الأخشاب على قلب صلب كثيف، أحمر اللون مائل إلى البرتقالي، والذي يأخذ تألقًا أحمر صارخًا (جمرة)، وهو الخشب الرئيسي المستخدم لصنع أقواس الآلات الوترية التابعة لعائلة الكمان. سرعان ما أصبحت هذه الأشجار أكبر مصدر للصبغة الحمراء، وكانت جزءًا كبيرًا من الاقتصاد والتصدير لذلك البلد، والذي كان يعرف تدريجيًا، باسم البرازيل.[8]
- هيفيا البرازيلية: هو أكبر مصدر لأفضل نوع من اللاتكس، والذي يستخدم لتصنيع العديد من الأشياء المطاطية، على سبيل المثال، القفازات، والواقي الذكري، والمراتب المضادة للحساسية وإطارات العجلات (المطاط المبركن). يتمتع اللاتكس بالقدرة على التكيف مع الشكل الدقيق لجزء الجسم، وهذا ما يميزه عن قفازات البولي يوريثان أو البولي إيثيلين.